# Ледяной драйв
«Ледяной драйв» (англ. The Ice Road) — американский экшен-триллер 2021 года, режиссёром и сценаристом которого является  Джонатан Хенсли. Главные роли исполнили Лиам Нисон и Лоренс Фишберн, во второстепенных ролях снялись Бенджамин Уокер, Эмбер Мидфандер, Маркус Томас, Холт Маккэллани, Мартин Сенсмайер, Мэтт МакКой и Мэтт Сэлинджер. Это первая картина Хенсли после фильма «Ирландец» 2011 года. «Ледяной драйв» рассказывает о команде дальнобойщиков, отправившихся в опасный рейс по ледяной дороге через замёрзшее озеро, чтобы доставить оборудование для спасения горняков, оказавшихся под завалами на алмазной шахте. Премьера состоялась 25 июня 2021 года на платформе Netflix в США и Канаде и на Amazon Prime Video в Великобритании. Фильм получил смешанные отзывы критиков.

## Сюжет
В результате взрыва на алмазной шахте в Манитобе (Канада) под завалами оказывается 26 горняков. Майк Маккэнн и его брат Гурти, ветеран войны в Ираке, страдающий посттравматическим стрессовым расстройством и афазией, работают в компании грузоперевозок. Майк сбивает с ног другого дальнобойщика за то, что тот назвал Гурти «кретином», и обоих братьев увольняют. Майк узнаёт, что в Виннипеге требуются дальнобойщики с опытом работы на ледяных трассах, и они подают заявление. Джим Голденрод, другой дальнобойщик, соглашается возглавить спасательную операцию по доставке устьевых модулей на шахту. Он нанимает Маккэнна и Гурти, а также молодую женщину Танту. Также к ним присоединяется актуарий Вернэ, отвечающий за оценку страховых рисков для компании «Кэтка», владеющей шахтой. Суммарное вознаграждения для четырех участников миссии составляет 200 000 долларов, которые будут перераспределены между выжившими, если кто-то из них погибнет. Тем временем шахтеры общаются с руководством «Кэтки», и управляющий шахтой Сикл сообщает о том, что они планируют освободить людей, взорвав туннель.
Команда отправляется на шахту с тремя устьевыми модулями. Во время поездки у Голденрода глохнет двигатель. При попытке его починить лёд под прицепом ломается, и сломанная нога Голденрода затянута стальным буксировочным тросом и оказывается в ловушке. Зная, что ему не выбраться живым, Голденрод убеждает Танту перерезать ремень, крепящий его к грузовику, в результате чего он тонет. Пытаясь спастись от быстро приближающейся продольной волны и трескающегося льда, оставшиеся две фуры начинают идти юзом и в итоге переворачиваются на бок.
Вернэ убеждает Майка обвинить Танту в порче двигателя Голденрода, но Танту рассказывает, что среди шахтеров находится её брат Коди. Во время допроса она достает пистолет, но Гурти обезоруживает её и связывает. Майк и Гурти направляются проверить сохранность груза, но Вернэ запирает братьев в прицепе. Вернэ даёт Танту понять, что именно он вывел из строя двигатель фуры Голденрода, и оглушает Танту. Он подкладывает под грузовик Майка динамит и уезжает с Танту, но Майку и Гурти удаётся выбраться из трейлера и откинуть динамит перед самым взрывом. Вернэ наблюдает за взрывом издалека и полагает, что Майк и Гурти погибли.
Во время вытаскивания прицепа из полыньи Гурти пытается предупредить Майка, что лебёдка не выдержит, но Майк все равно пробует трогаться с места. Лебедка срывается, в результате чего Гурти и прицеп падают в воду, но Майк спасает Гурти. Вернэ встречается с Сиклом и сообщает ему, что Майк и Гурти погибли. Сикл поручает Вернэ избавиться от Танту и последнего устьевого модуля, подстроив, что Танту якобы не справилась с управлением, и вместе с фурой свалилась с обрыва. Вернэ готовится убить Танту, но его кусает Скитер, домашняя крыса Гурти, что позволяет Танту вытолкать Вернэ из кабины. Майк и Гурти убивают наёмников "Кэтки", преследующих Танту.
У Танту заканчивается солярка из-за того, что Вернэ отсоединил топливную трубку, он догоняет её, но Майк на фуре сталкивает с обрыва внедорожник Вернэ. Вернэ остаётся в живых и с помощью динамита вызывает сход лавины.
Майк и Гурти убегают, но Танту попадает под удар лавины и получает ранение в грудь сломанной веткой.  Они отцепляют прицеп и уезжают с устьевым модулем. Вернэ преследует их на машине Танту и идёт на таран. Майк пересаживается на машину Вернэ, и оба выпадают из кабины грузовика. После драки Майк пытается уехать, но Вернэ забирается на машину. Майк оглушает Вернэ, разгоняет машину и, заметив продольную волну, выпрыгивает на лёд, а фура вместе с Вернэ уходит под воду. Тем временем Танту и Гурти проезжают мост, не рассчитанный на вес грузовика, и едва успевают перебраться на другую сторону до того, как мост обрушится.
После переезда грузовик начинает откатываться назад, и Гурти получает смертельные травмы, пытаясь предотвратить падение грузовика в пропасть. Майк прибывает и оплакивает умирающего Гурти. Майк и Танту прибывают как раз вовремя, чтобы спасти шахтеров. Узнав правду, генеральный директор «Кэтки» увольняет Сикла, которого арестовывают за его преступные деяния.
Три месяца спустя Танту работает в гараже Голденрода в качестве механика. Майк приезжает к ней на новом золотом тягаче и сообщает, что теперь он независимый подрядчик и возит спортивные товары. На номерном знаке машины значится «TRK TRK TRK», в честь выбранного Гурти названия грузовика.

## В ролях
| Актёр            | Роль                              |
| ---------------- | --------------------------------- |
| Лиам Нисон       | Майк Маккэн                       |
| Лоренс Фишберн   | Джим Голденрод                    |
| Бенджамин Уокер  | Том Вернэ                         |
| Эмбер Мидфандер  | Танту                             |
| Маркус Томас     | Гурти Маккэн                      |
| Холт Маккэлани   | Рене Лэмпард                      |
| Мартин Сенсмайер | шахтёр Коди                       |
| Мэтт Маккой      | генеральный директор Джордж Сайкл |
| Мэтт Сэлинджер   | председатель правления Томасон    |

## Производство
Съёмки фильма проходили в Виннипеге, Иль-де-Шен и Гимли, Манитоба в феврале 2020 года. Сцены снимались на настоящей ледяной дороге, не раз — во время снегопада и при температуре –40°C. То и дело возникали трудности. Например, возник вопрос, куда установить камеру при съёмке во время езды фуры: в кадре должны быть видны и шофёр, и пассажир, и фон. А тягача, который вытянул бы фуру, не существует. Решением стали бы комбинированные съёмки — затянуть стены за стёклами кабины хромакеем и снимать фон отдельно. Но Джонатану Хенсли эта идея категорически не нравилась. Он хотел, чтобы зритель видел на экране живые фоны — ледяную дорогу, горный серпантин. 

«Мы установили кузова новых тягачей Kenworth в полной раскраске и с полностью сохраненным интерьером на грузовые пикапы Ford F-550, получив таким образом некий гибрид. На нижнем ярусе – в кабине пикапа – сидели каскадёры-водители, а на верхнем – в кабине тягача – актёры. При этом за окнами проплывал настоящий ландшафт. Так были сняты 98% нашей картины. У нас не было никакого хромакея, никаких комбинированных съёмок, и мне это очень приятно осознавать». — Джонатан Хенсли, режиссёр
Компания Trappers, фигурирующая в фильме (её владелец — герой Лоренса Фишберна) — реальная, действующая транспортная компания в Виннипеге. 
Вдохновением для режиссёра при создании сценария к фильму «Ледяной драйв» послужили ленты «Плата за страх» и «О мышах и людях».

## Маркетинг
Дублированный трейлер фильма был опубликован в сети 18 мая 2021 года.

## Релиз
В марте 2021 года компания Netflix купила права на показ фильма за 18 млн. Фильм вышел в России и США 25 июня 2021 года.